# هورس بارلو
هورس بارلو (انگلیسی: Horace Barlow) زاده ۸ دسامبر ۱۹۲۱ و مرگ به تاریخ ۵ ژوئیه ۲۰۲۰م، یک پزشک و پژوهشگر بریتانیایی بود. مطالعات گسترده و نظریات وی در مورد دستگاه بینایی، راهگشای دست‌آوردهای پژوهشی دانشمندانی همچون هیوبل و ویسل در زمینه فیزیولوژی دستگاه بینایی بود.

## پیشینه
پدر هورس بارلو یک کارمند دولت و مادرش از نوادگان طبیعت‌شناس سرشناس چارلز داروین بود. بارلو در کالج وینچستر علوم طبیعی را فرا گرفت و در سال ۱۹۴۶م، مدرک دکترای پزشکی از دانشگاه هاروارد دریافت کرد. 
 هورس بارلو در طول زندگی خود دو بار ازدواج کرد و صاحب هفت فرزند شد. وی در ۵ ژوئیه ۲۰۲۰م، در سن ۹۸ سالگی درگذشت.

## یافته‌های پژوهشی
در سال ۱۹۵۳م، هورس بارلو موفق به شناسایی نوع خاصی از سلولهای عصبی در مغز قورباغه شد که تحت تأثیر تحریکات بصری ویژه ای فعال شده و شلیک می‌کردند. در ادامه وی مطالعه گسترده‌ای روی پدیده مهار جانبی انجام داد که به نوبه خود مقدمه مطالعات پیگیرانه و سودمند هیوبل و ویسل در زمینه فیزیولوژی دستگاه بینایی شد.
هورس عقیده داشت که برای درک یک دستگاه عصبی ابتدا باید اهداف آن دستگاه را شناخت تا در زیر حجم بزرگی از جزئیات نامربوط جسمی و عصبی گرفتار نشد. نظریات وی در مورد چگونگی واکنش‌های تنظیمی و سازگای چشم در برابر تغییر و دوام میزان روشنایی، خود الهام بخش یکسری دیگر از مطالعات علمی شد.
به زودی هورس بارلو و همکارانش موفق به کشف سلول‌های حساس به حرکت در شبکیه چشم خرگوش شدند و به این ترتیب اولین الگوی فیزیولوژیک از زیربنای مکانیسم بینایی را ایجاد کردند.
در سال ۱۹۶۴م، هورس بارلو کرسی استادی در دانشگاه برکلی را پذیرفت و هم آنجا به مطالعه روی ساختار عصبی دستگاه بینایی ادامه داد. در سال ۱۹۶۹م، وی به عضویت انجمن سلطنتی برگزیده شد. در سال ۱۹۷۲م، هورس بارلو با انتشار مقاله ای نقش مهم سلولهای خاصی را در فرایند ادراک مطرح کرد که در محافل علمی روانپزشکان و روانشناسان آنزمان بازتاب گسترده‌ای یافت و در واقع نظریات وی همچنان بحث برانگیزند.